# Bylina

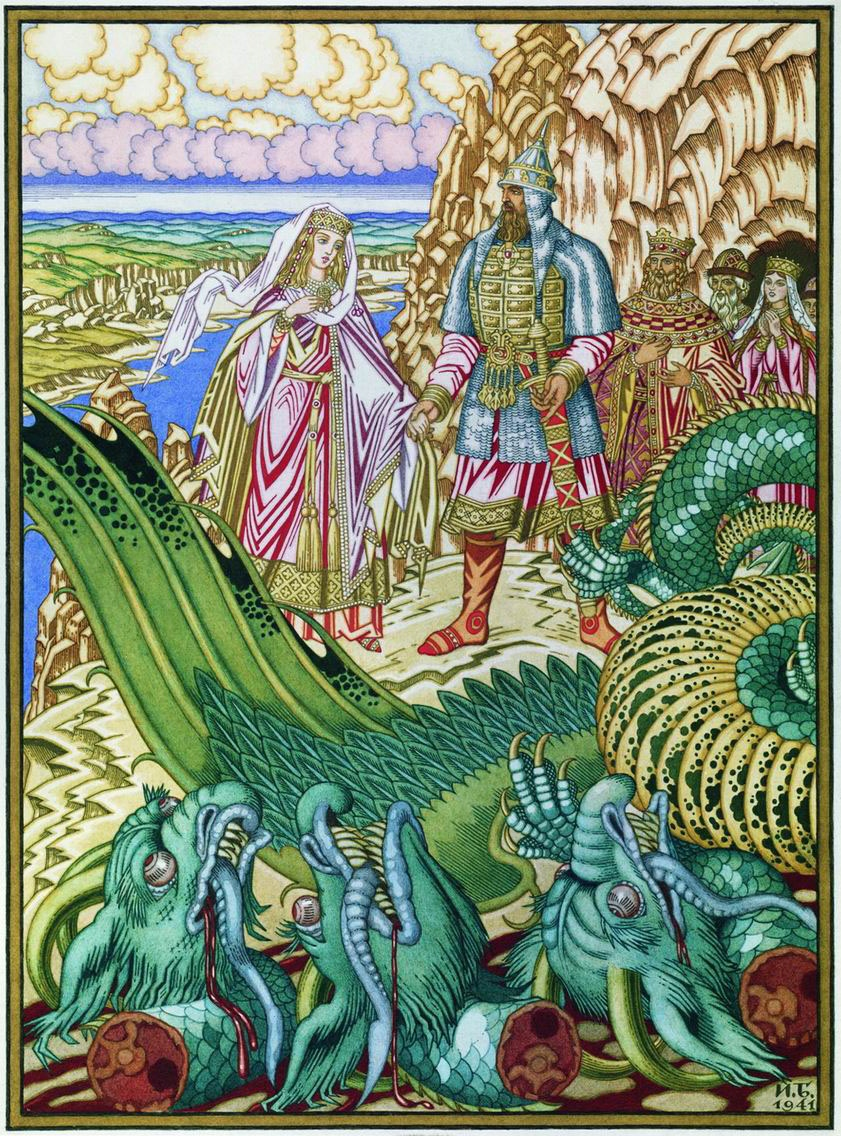
Dobrinia Nikititch resgata Zabava Putiatichna do dragão Gorinitch.
(pintura de Ivan Bilibin)

Bylina ou bilina (em russo: былина, também no plural byliny (были́ны) e stariny) são poemas épicos tradicionais, poesia heroica dos eslavos orientais da Rússia de Quieve, cuja tradição foi continuada na Rússia, Ucrânia e Bielorrússia.
O nome "bylina" provém da forma verbal russa byl' (быль), que se traduz como "foi" (passado do verbo ser), denotando que se trata de eventos históricos reais. Na prática, as histórias eram apenas levemente baseadas em fatos históricos.
As bylinas são uma espécie de poesia escrita com versos brancos sem rima, mas com um ritmo característico semelhante a versos livres. A maioria das bylinas se conservaram no norte da Rússia, e seu estilo foi imitado por numerosos poetas russos.

## Ciclos

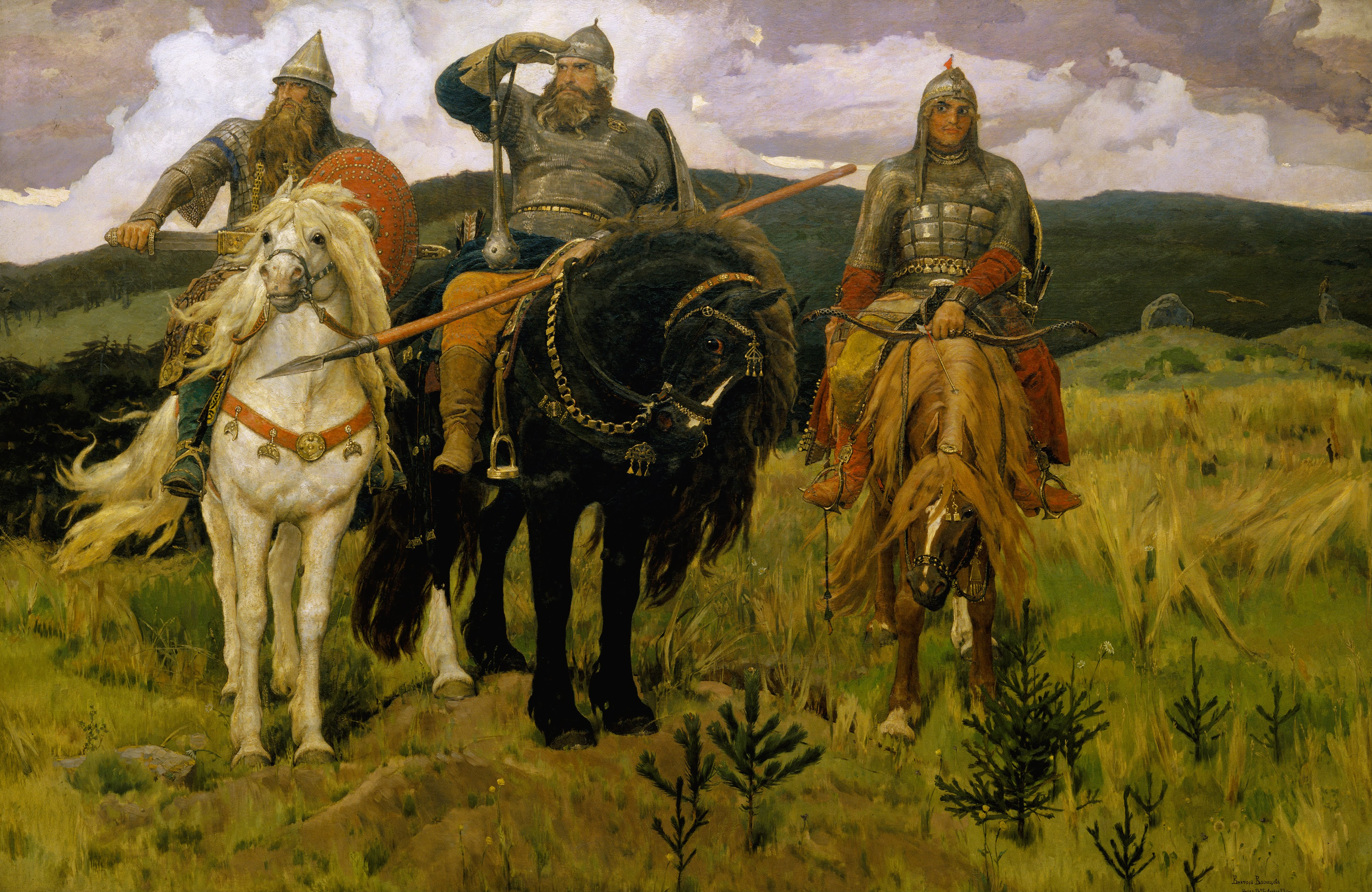
Os "bogatyres" Ilia Muromets, Dobrinia Nikititch e Aliocha Popovitch (pintura de Viktor Vasnetsov)

As bylinas podem ser classificadas como pertencentes aos seguintes ciclos:
- De heróis antigos (Volga Sviatoslavitch, Mikula Selianinovitch, Sviatogor)
- Do grão-príncipe Vladimir I, contos da Idade de Ouro de Quieve. A este pertence o ciclo de Ilia Muromets, Aliocha Popovitch e Dobrinia Nikititch, que são os mais populares.
- De Novgorod (Vassili Buslaiev, Sadko o mercador)
- De Moscou (Iermak Timofeievitch, Ivã o Terrível)
- Da história dos cossacos ucranianos (em ucraniano), sobre as invasões turcas e tártaras, das revoltas Jaidamakas.
- Revoltas cossacas (Stenka Razin)
- De Pedro I, o Grande

## Galeria

Bogatyres famosos pintados por Andrei Riabushkin
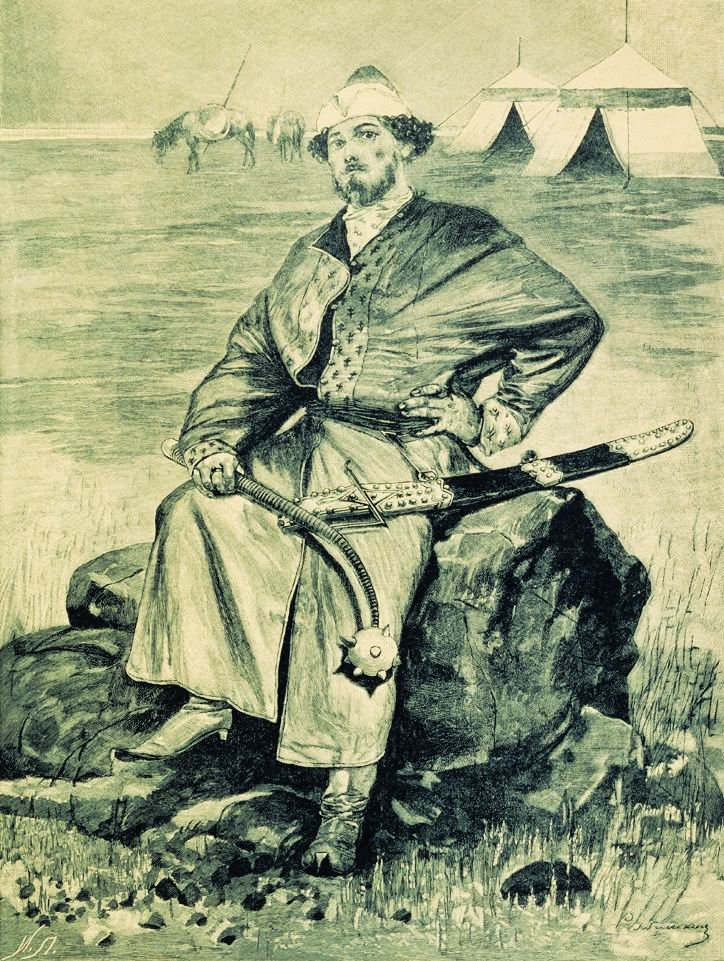
Aliocha Popovitch
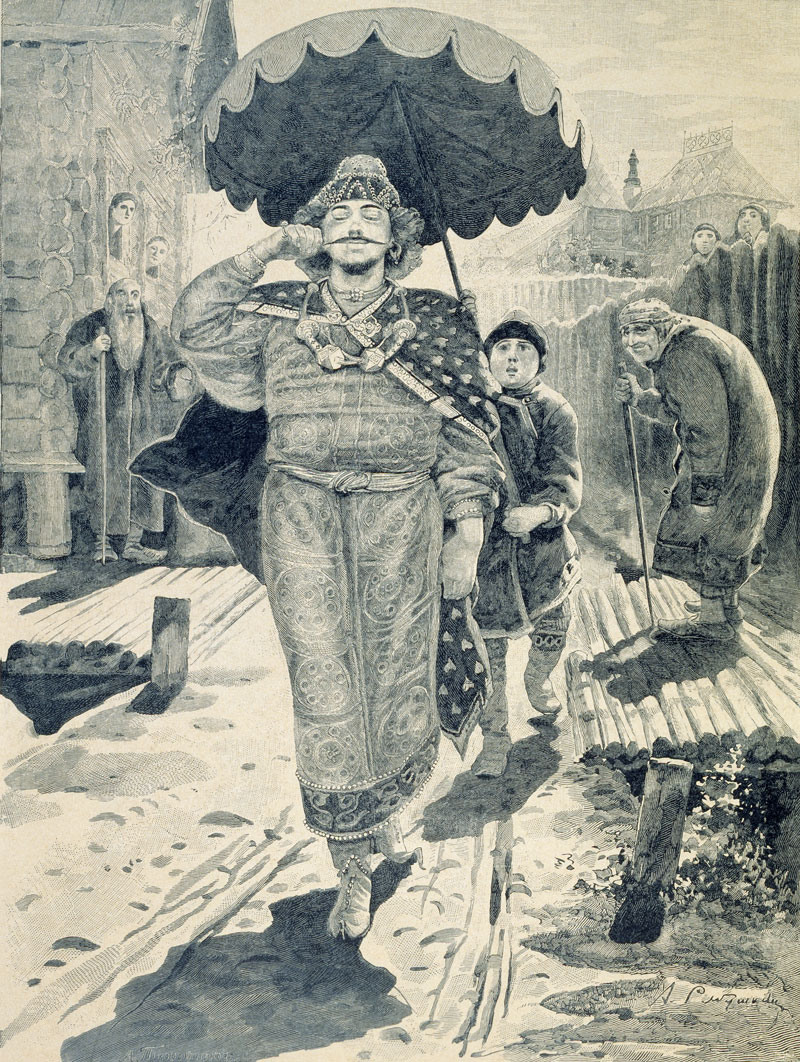
Churilo Plenkovitch
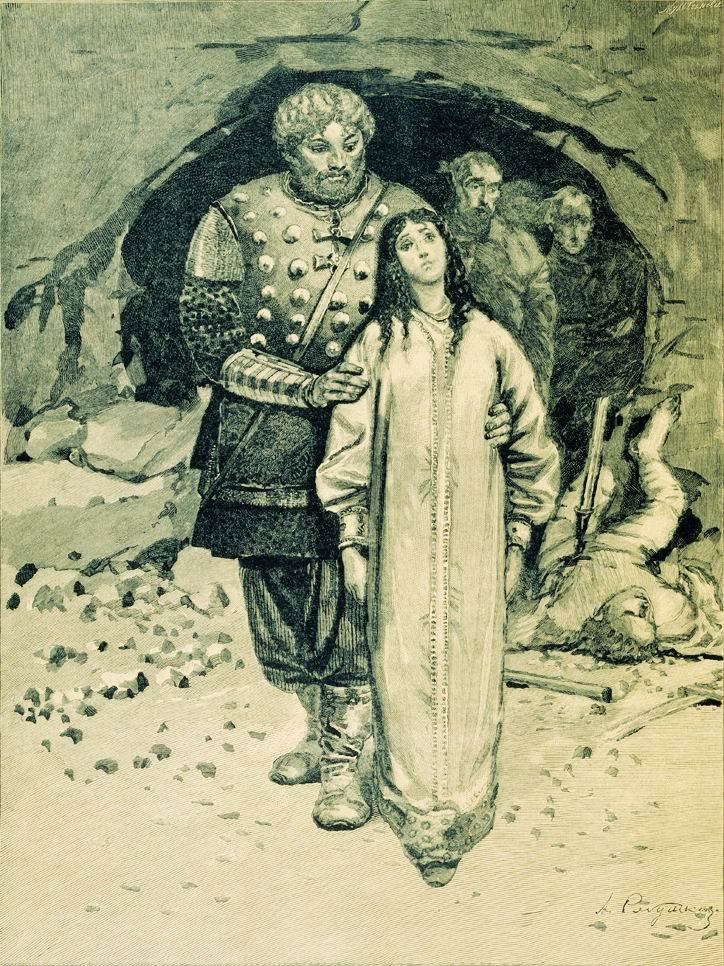
Dobrinia Nikititch
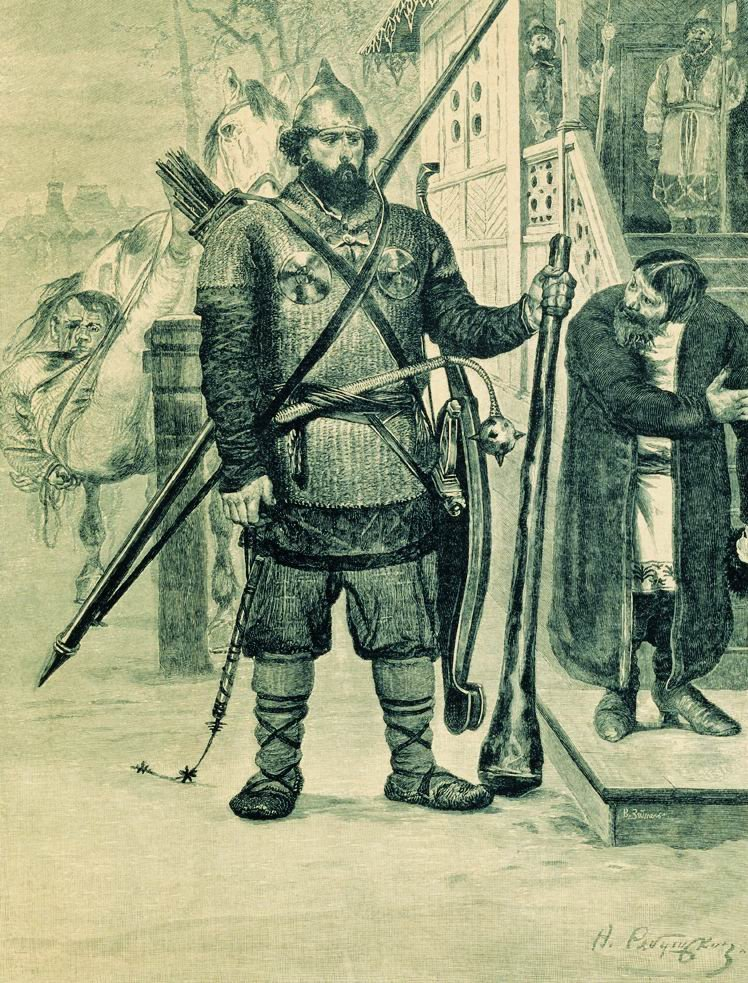
Ilia Muromets
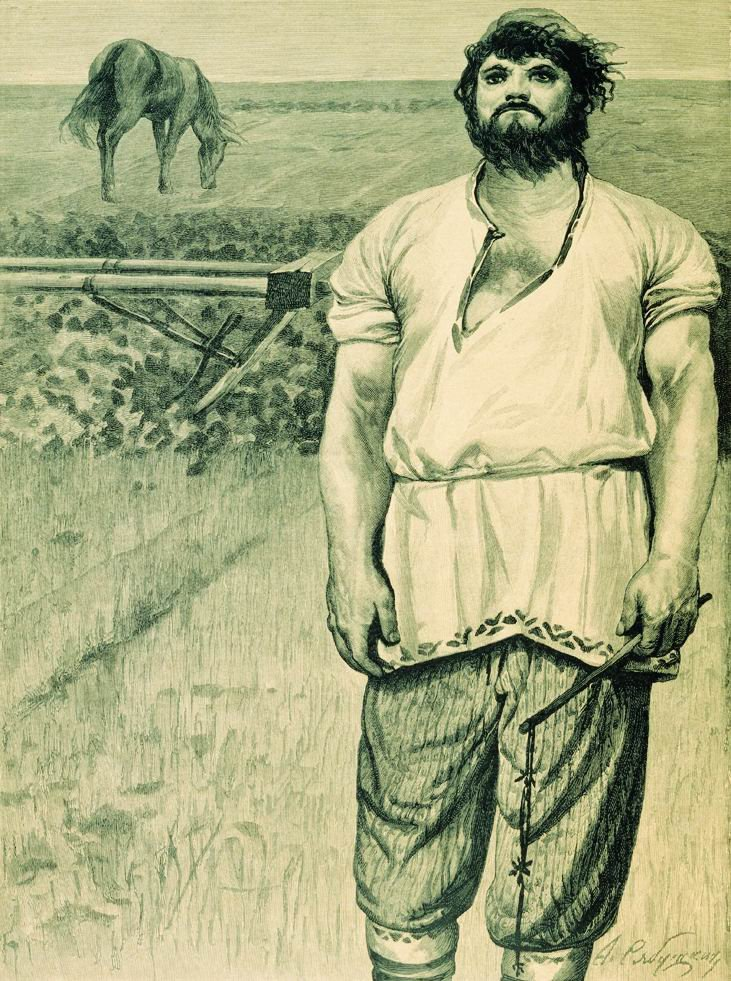
Mikula Selianinovitch
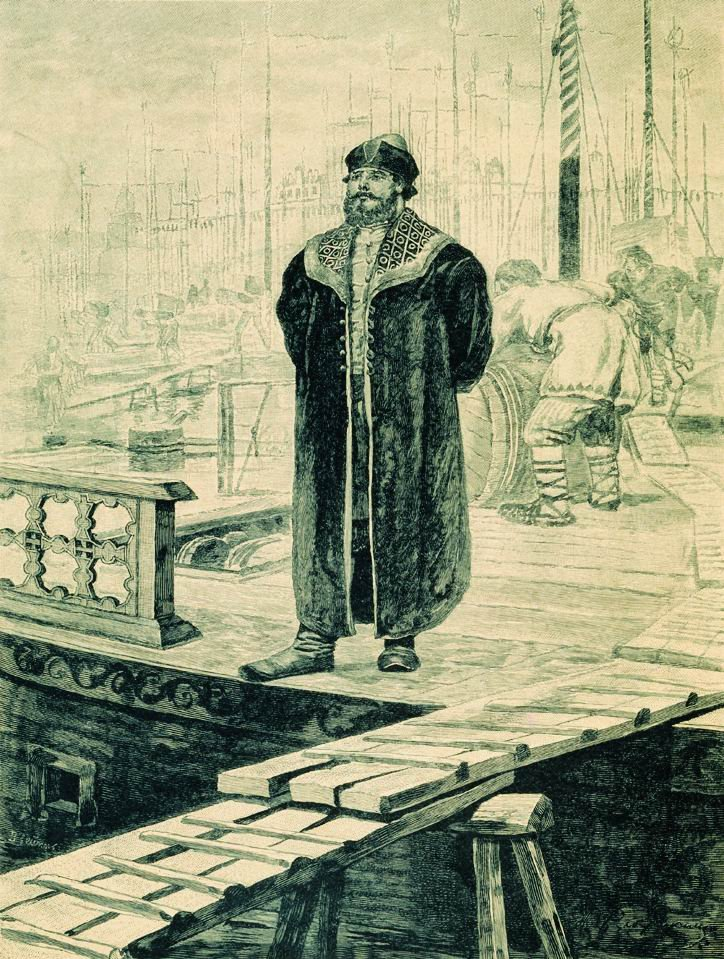
Sadko
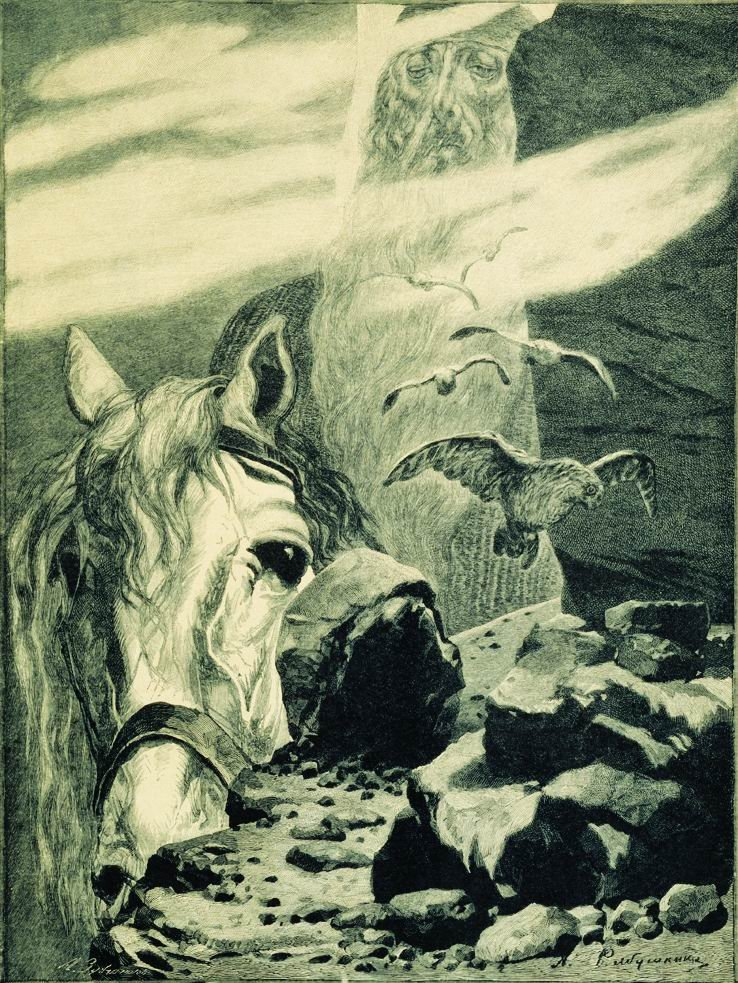
Sviatogor
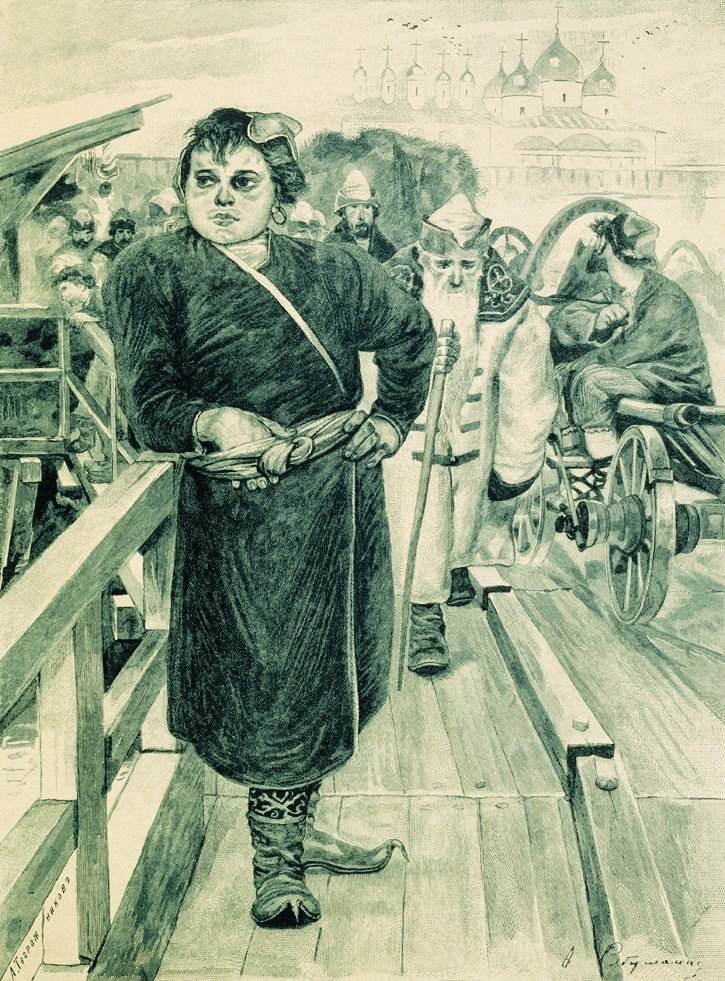
Vassili Buslaiev
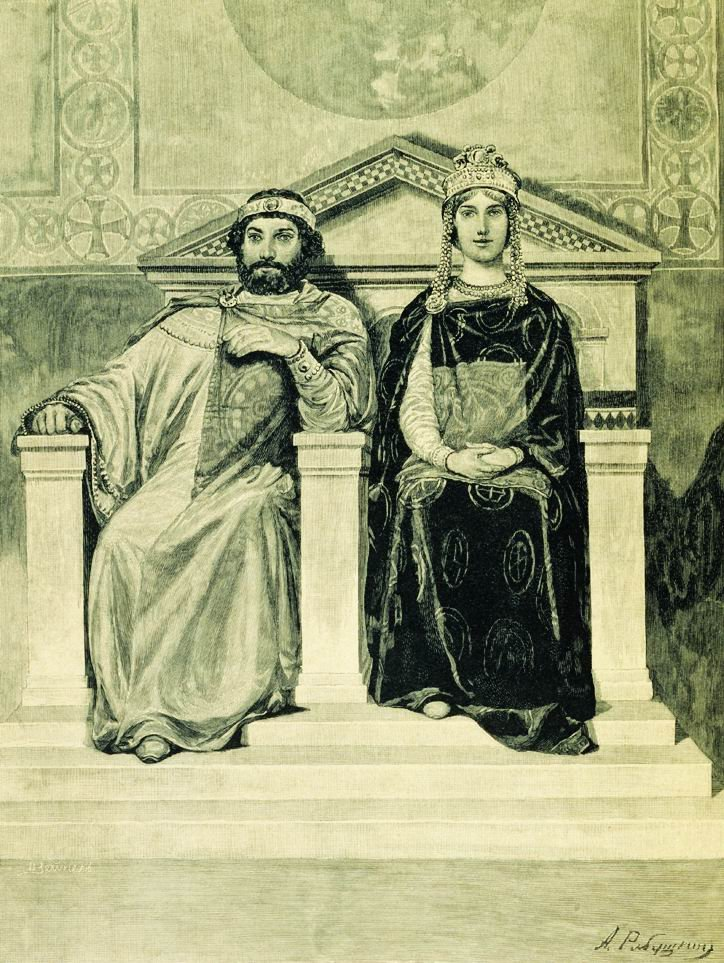
Vladimir e sua esposa Apráksia Korolevitchna
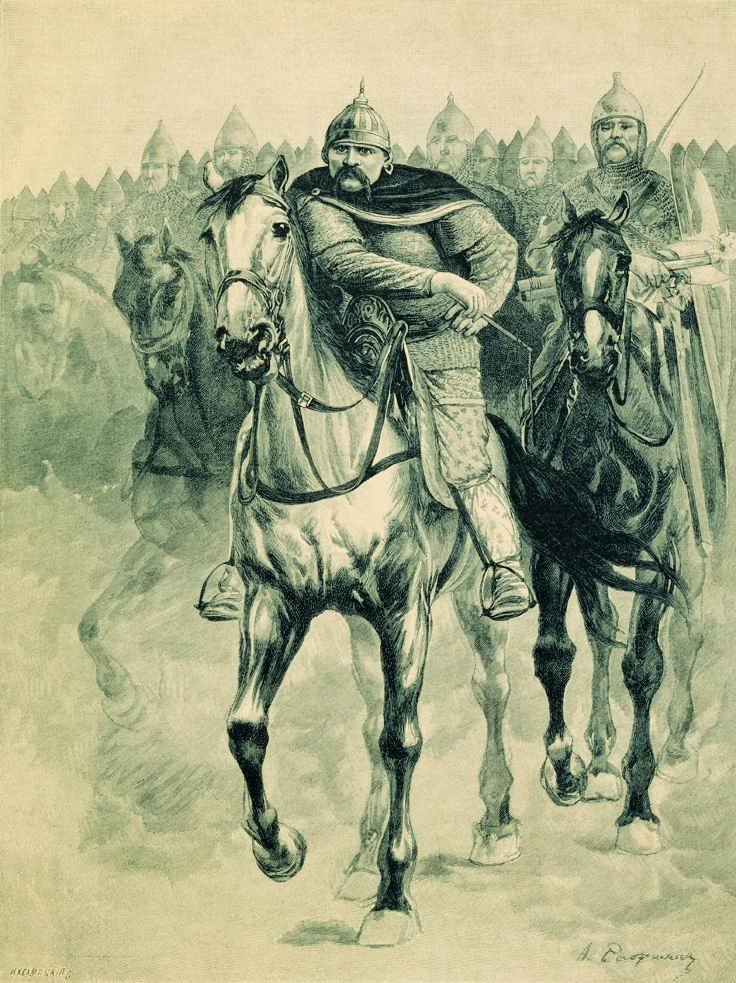
Volga Sviatoslavitch